# 구조 (논리학)
모형 이론에서 구조(構造, 영어: structure)는 어떤 주어진 1차 논리 언어의 해석을 갖춘 집합이다.

## 정의
자연수(음이 아닌 정수)의 집합을 {\displaystyle \mathbb {N} }이라고 쓰자.
부호수(符號數, 영어: signature) {\displaystyle (F,R,\operatorname {arity} _{F},\operatorname {arity} _{R})}는 다음과 같은 튜플이다.
- {\displaystyle F}는 집합이다. {\displaystyle F}의 원소를 연산(演算, 영어: operation)이라고 한다.
- {\displaystyle R}는 집합이다. {\displaystyle R}의 원소를 관계(關係, 영어: relation)라고 한다.
- {\displaystyle \operatorname {arity} _{F}\colon F\to \mathbb {N} }는 함수이다. {\displaystyle f\in F}에 대하여 {\displaystyle \operatorname {arity} _{F}(f)=n}이라면, {\displaystyle f}를 {\displaystyle n}항 연산(영어: {\displaystyle n}-ary operation)이라고 한다.
- {\displaystyle \operatorname {arity} _{R}\colon R\to \mathbb {N} }는 함수이다. {\displaystyle r\in R}에 대하여 {\displaystyle \operatorname {arity} _{R}(r)=n}이라면, {\displaystyle r}를 {\displaystyle n}항 관계(영어: {\displaystyle n}-ary relation)라고 한다.

부호수 {\displaystyle (F,R,\operatorname {arity} _{F},\operatorname {arity} _{R})}의 구조 {\displaystyle (M,F_{M}^{n},R_{M}^{n})_{n\in \mathbb {N} }}는 다음과 같은 튜플이다.
- {\displaystyle M}은 집합이다. 이를 구조의 전체(全體, 영어: universe)라고 한다.
- 각 {\displaystyle n\in \mathbb {N} }에 대하여, {\displaystyle F_{M}^{n}\colon \operatorname {arity} _{F}^{-1}(n)\to M^{M^{n}}}이다. {\displaystyle f\in \operatorname {arity} _{F}^{-1}(n)}에 대하여, {\displaystyle F_{M}^{n}(f)\colon M^{\operatorname {arity} _{F}(f)}\to M}을 보통 {\displaystyle f_{M}}이라고 쓰며, {\displaystyle n}항 연산 {\displaystyle f}의 {\displaystyle M}에서의 해석(解釋, 영어: interpretation)이라고 한다.
- 각 {\displaystyle n\in \mathbb {N} }에 대하여, {\displaystyle R_{M}^{n}\colon \operatorname {arity} _{R}^{-1}(n)\to {\mathcal {P}}(M^{n})}이다. {\displaystyle r\in \operatorname {arity} _{R}^{-1}(n)}에 대하여, {\displaystyle R_{M}^{n}(r)\subset M^{\operatorname {arity} _{R}(r)}}을 보통 {\displaystyle r_{M}}이라고 쓰며, {\displaystyle n}항 관계 {\displaystyle r}의 {\displaystyle M}에서의 해석(解釋, 영어: interpretation)이라고 한다.

관계를 포함하지 않는 부호수를 대수적 부호수(영어: algebraic signature)라고 하고, 대수적 부호수의 구조를 대수 구조라고 한다.

## 언어
부호수 {\displaystyle (F,R,\operatorname {arity} _{F},\operatorname {arity} _{R})}의 (1차 논리) 언어(言語, 영어: language) {\displaystyle {\mathcal {L}}}은 공식(公式, 영어: formula)과 항(項, 영어: term)으로 구성된다. {\displaystyle {\mathcal {L}}}의 항은 다음과 같이 재귀적으로 정의된다.
- 변수 {\displaystyle x_{i}}는 항이다 ({\displaystyle i\in \mathbb {N} }).
- 항 {\displaystyle t_{1},\dots ,t_{n}} 및 {\displaystyle n}항 연산 {\displaystyle f\in F}에 대하여, {\displaystyle f(t_{1},\dots ,t_{n})}은 항이다.

{\displaystyle {\mathcal {L}}}의 공식은 다음과 같이 재귀적으로 정의된다.
- 항 {\displaystyle t_{1},\dots ,t_{n}} 및 {\displaystyle n}항 관계 {\displaystyle r\in R}에 대하여, {\displaystyle r(t_{1},\dots ,t_{n})}는 공식이다.
- 항 {\displaystyle t_{1},t_{2}}에 대하여, {\displaystyle t_{1}=t_{2}}는 공식이다.
- 공식 {\displaystyle \phi }에 대하여, {\displaystyle \lnot \phi }는 공식이다.
- 공식 {\displaystyle \phi } 및 {\displaystyle \psi }에 대하여, 만약 {\displaystyle \phi }에 등장하는 제한 변수가 {\displaystyle \psi }에 등장하지 않으며, 마찬가지로 {\displaystyle \psi }에 등장하는 제한 변수가 {\displaystyle \phi }에 등장하지 않는다면, {\displaystyle \phi \land \psi }는 공식이다.
- 변수 {\displaystyle x_{i}} 및 공식 {\displaystyle \phi }에 대하여,  만약 {\displaystyle \phi }가 이미 {\displaystyle \forall x_{i}\colon }를 포함하지 않는다면, {\displaystyle \forall x_{i}\colon \phi }는 공식이다.

만약 {\displaystyle \phi } 속에 변수 {\displaystyle x_{i}}가 등장하지만 {\displaystyle \forall x_{i}\colon }가 등장하지 않는다면, {\displaystyle x_{i}}를 자유 변수(自由變數, 영어: free variable)라고 하고, {\displaystyle \forall x_{i}\colon }가 등장한다면 {\displaystyle x_{i}}를 제한 변수(制限變數, 영어: bound variable)라고 한다. 자유 변수가 없는 공식을 문장(文章, 영어: sentence)이라고 한다. 문장들의 집합을 이론(理論, 영어: theory)이라고 한다.

## 만족
부호수 {\displaystyle \sigma }의 언어에 속하는 공식 {\displaystyle \phi }가 {\displaystyle n}개의 자유 변수 {\displaystyle {\vec {x}}=(x_{1},\dots ,x_{n})}을 갖는다고 하자. 부호수 {\displaystyle \sigma }의 구조 {\displaystyle M} 및 {\displaystyle {\vec {a}}\in M^{n}}에 대하여, 다음과 같이 재귀적으로 정의되는 조건이 성립한다면, {\displaystyle M}이 {\displaystyle \phi }를 치환 {\displaystyle {\vec {x}}\mapsto {\vec {a}}} 아래 만족시킨다(滿足시킨다, 영어: satisfy)고 하고, {\displaystyle M\models \phi [{\vec {a}}/{\vec {x}}]}라고 쓴다. 여기서 부호수의 언어의 논리 기호 {\displaystyle =}, {\displaystyle \lnot }, {\displaystyle \land }, {\displaystyle \forall }은 메타 언어의 논리 기호와 구별하기 위하여 괄호 {\displaystyle \langle \cdots \rangle } 속에 적었다.
- {\displaystyle M\models \langle t_{1}=t_{2}\rangle [{\vec {a}}/{\vec {x}}]\iff t_{1}[{\vec {a}}/{\vec {x}}]=t_{2}[{\vec {a}}/{\vec {x}}]}. 여기서 {\displaystyle t[{\vec {a}}/{\vec {x}}]}는 항 {\displaystyle t} 속에 등장하는 모든 변수 {\displaystyle x_{i}}를 이에 대응하는 {\displaystyle a_{i}}로 치환하고, {\displaystyle t} 속에 등장하는 모든 연산 {\displaystyle f\in F}를 {\displaystyle f_{M}}으로 치환하여 얻은 원소 {\displaystyle \in M}이다.
- {\displaystyle M\models \langle R(t_{1},\dots ,t_{n})\rangle [{\vec {a}}/{\vec {x}}]\iff R_{M}(t_{1}[{\vec {a}}/{\vec {x}}],\dots ,t_{n}[{\vec {a}}/{\vec {x}}])}
- {\displaystyle M\models \langle \phi \land \chi \rangle \iff (M\models \phi )\land (M\models \chi )}
- {\displaystyle M\models \langle \lnot \phi \rangle \iff \lnot (M\models \phi )}
- {\displaystyle M\models \langle \forall y\colon \phi (y)\rangle [{\vec {a}}/{\vec {x}}]\iff \forall b\in M\colon M\models \phi [({\vec {a}},b)/({\vec {x}},y)]}

부호수 {\displaystyle \sigma }의 언어에서, {\displaystyle n}개의 자유 변수 {\displaystyle {\vec {x}}}를 갖는 공식 {\displaystyle \phi }에 대하여, 만약 {\displaystyle M\models \phi [{\vec {a}}/{\vec {x}}]}인 {\displaystyle \sigma }-구조 {\displaystyle M} 및 {\displaystyle {\vec {a}}\in M^{n}}이 존재한다면, {\displaystyle \phi }를 만족 가능 공식(滿足可能命題, 영어: satisfiable formula)이라고 한다.
이론 {\displaystyle {\mathcal {T}}}의 모형(模型, 영어: model)은 모든 {\displaystyle \phi \in {\mathcal {T}}}에 대하여 {\displaystyle M\models \phi }인 {\displaystyle \sigma }-구조 {\displaystyle M}이다. 모형을 갖는 이론을 만족 가능 이론(滿足可能理論, 영어: satisfiable theory)이라고 한다. (이는 만족 가능 문장들로 구성된 이론보다 강한 조건이다.)

## 참고 문헌
- Marker, David (2002). 《Model theory: an introduction》. Graduate Texts in Mathematics (영어) 217. Springer. doi:10.1007/b98860. ISBN 978-0-387-98760-6. ISSN 0072-5285. Zbl 1003.03034.
- Poizat, Bruno (2000). 《A course in model theory: an introduction to contemporary mathematical logic》. Universitext (영어). Moses Klein 역. Springer. doi:10.1007/978-1-4419-8622-1. ISBN 978-1-4612-6446-0. ISSN 0172-5939. Zbl 0951.03002.